# Tejeda y Segoyuela
Tejeda y Segoyuela ist eine westspanische Kleinstadt und eine Gemeinde (municipio) mit 97 Einwohnern (Stand: 2024) in der Provinz Salamanca in der Region Kastilien und León. Neben dem Hauptort Tejeda y Segoyuela gehören zur Gemeinde die Ortschaften Los Arévalos,  Monflorido, Puerto de la Calderilla, San Miguel de Asperones und Segoyuela de los Cornejos.

## Lage und Klima
Die ca. 925 m hoch gelegene Gemeinde Tejeda y Segoyuela befindet sich im Süden der altkastilischen Hochebene (meseta). 
Die Stadt Salamanca ist knapp 67 Kilometer in nordöstlicher Richtung entfernt. Das Klima im Winter ist durchaus kühl; die geringen Niederschlagsmengen fallen – mit Ausnahme der nahezu regenlosen Sommermonate – verteilt übers ganze Jahr.

## Bevölkerungsentwicklung
| Jahr      | 1970 | 1981 | 1991 | 2001 | 2011 | 2021 |
| Einwohner | 253  | 182  | 159  | 112  | 101  | 90   |

Der kontinuierliche Bevölkerungsrückgang der Gemeinde basiert im Wesentlichen auf dem Zuzug der durch die Mechanisierung der Landwirtschaft und der Aufgabe bäuerlicher Kleinbetriebe arbeitslos gewordenen Landbevölkerung (Landflucht), die günstigen Wohnraum nahe der Großstadt Salamanca suchte.

## Sehenswürdigkeiten

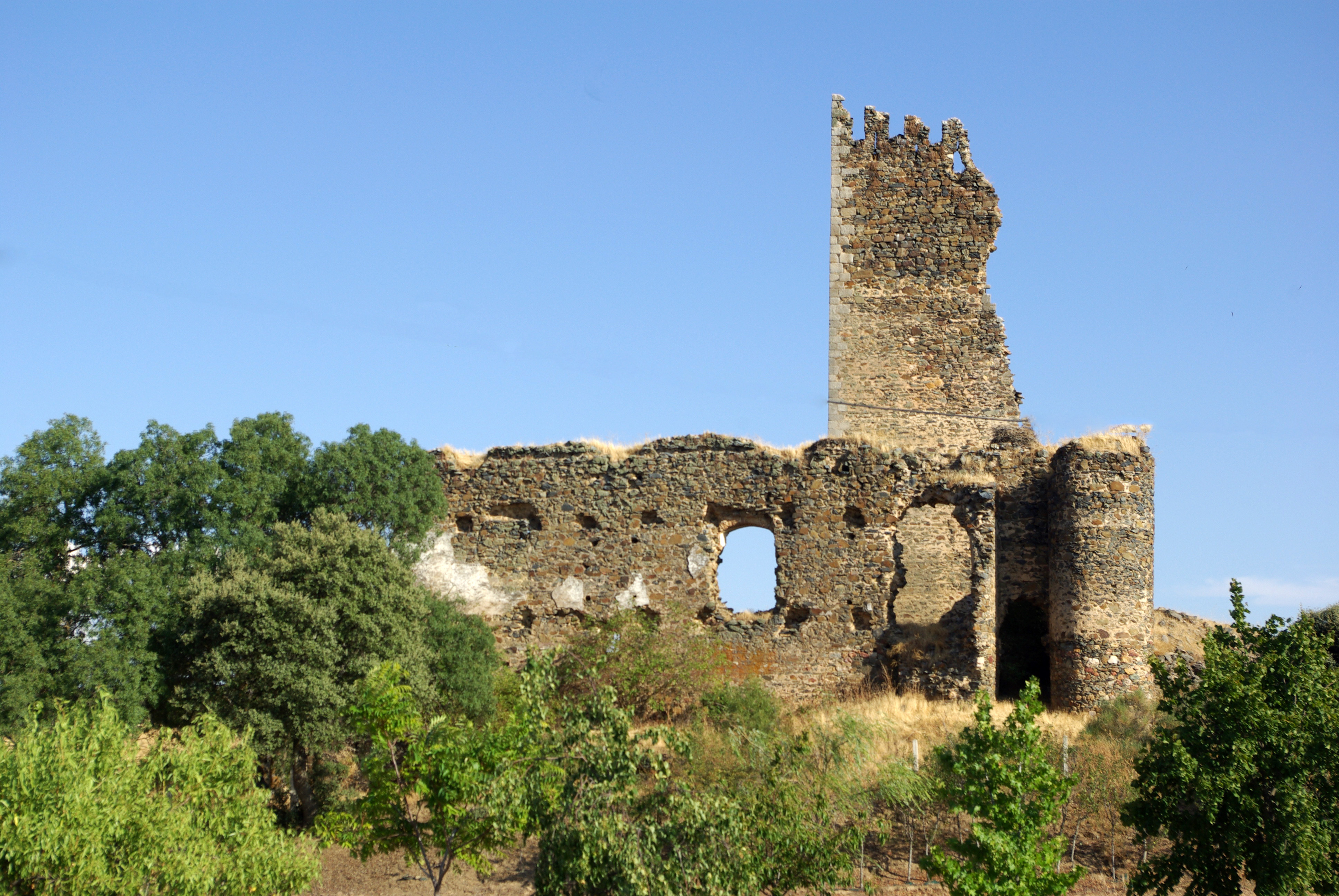
Reste der Burg von Tejeda
- Kirche von Tejeda

- Reste der Burg von Tejeda